# Kirchspiel Epe

Das Amt Gronau im 19. Jahrhundert. Bis auf die Kernorte Gronau und Epe gehörte das gesamte Gebiet des Amtes zur Gemeinde Kirchspiel Epe

Kirchspiel Epe war bis 1934 eine Gemeinde im Kreis Ahaus in der preußischen Provinz Westfalen. Ihr Gebiet gehört heute zur Stadt Gronau (Westf.) im Kreis Borken. Die Gemeinde war eine der im Münsterland mehrfach vorkommenden „Kirchspielgemeinden“, die das bäuerliche Umland eines Kirchorts umfassten.

## Geografie
Die Gemeinde Kirchspiel Epe besaß bis 1897 eine Fläche von 77,5 und seitdem von 47,3 km². Sie bestand aus den Bauerschaften Brinkerhook, Eilermark (bis 1898), Füchte, Gerdingsseite, Kloster, Kottigerhook, Langeseite, Lasterfeld, Riekenhof, Storkerhook, Sunderhook, Uppermark und Wieferthook. Die Stadt Gronau sowie die Gemeinde Epe bildeten Enklaven innerhalb des Gemeindegebiets.

## Geschichte

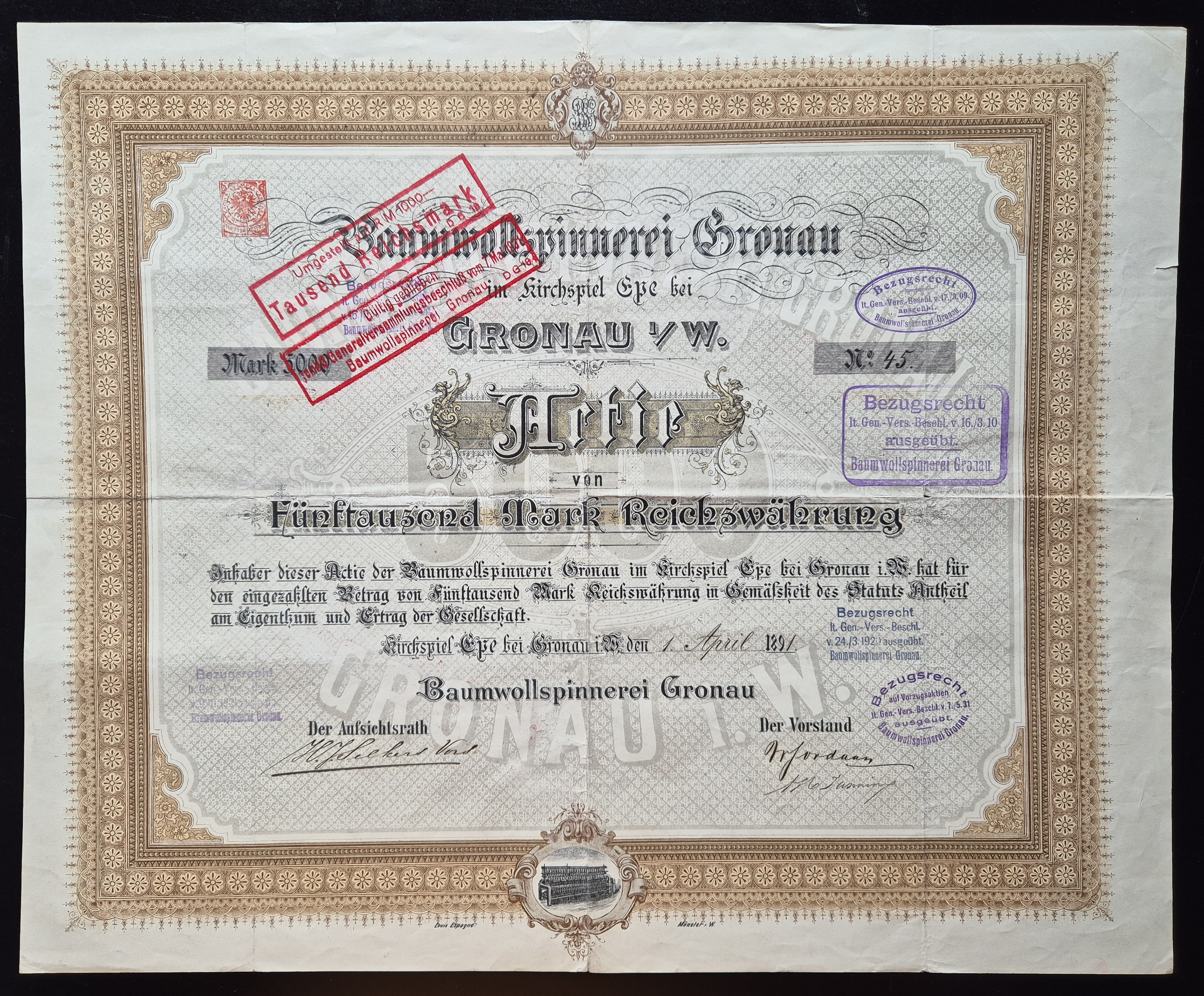
Gründeraktie der Baumwollspinnerei Gronau im Kirchspiel Epe vom 1. April 1891

Das Gebiet der Gemeinde gehörte nach der Napoleonischen Zeit zunächst zur Bürgermeisterei Gronau im 1816 gegründeten Kreis Ahaus. Mit der Einführung der Westfälischen Landgemeindeordnung wurde 1844 aus der Bürgermeisterei Gronau das Amt Gronau, zu dem die Stadt Gronau sowie das Dorf Epe und Kirchspiel Epe (seinerzeit auch  Außengemeinde Epe genannt) als jeweils eigene Gemeinden gehörten. Am 27. Dezember 1897 wurde Gronau amtsfreie Stadt. Gleichzeitig trat die Gemeinde Kirchspiel Epe die 30 km² große Eilermark an die Stadt Gronau ab. Am 1. April 1934 wurden Dorf und Kirchspiel Epe zur neuen Gemeinde Epe zusammengeschlossen.

## Einwohnerentwicklung
| Jahr | Einwohner | Quelle |
| ---- | --------- | ------ |
| 1858 | 2603      | [ 5 ]  |
| 1885 | 3628      | [ 6 ]  |
| 1910 | 4326      | [ 7 ]  |
| 1933 | 5766      | [ 1 ]  |